# 沃爾頓 (內布拉斯加州)
沃爾頓（英語：Walton）是位於美國內布拉斯加州蘭開斯特縣的普查規定居民點。

## 歷史
沃爾頓的郵局自1880年營運至今。

## 人口
根據2020年美國人口普查的數據，沃爾頓的面積為8.97平方千米，皆為陸地。當地共有人口351人，而人口密度為每平方千米39.13人。